# Hedylopsis rhopalotecta
Hedylopsis rhopalotecta är en snäckart. Hedylopsis rhopalotecta ingår i släktet Hedylopsis och familjen Microhedylidae. Inga underarter finns listade i Catalogue of Life.